# Einfriedung des Burg- und Volksgartens
Die Einfriedung des Burg- und Volksgartens liegt am Burgring im 1. Wiener Gemeindebezirk Innere Stadt. Sie steht als Bestandteil des Burg- und Volksgartens, sowie als Verteidigungsanlage der Hofburg unter Denkmalschutz und gehört zur UNESCO-Welterbestätte Historisches Zentrum von Wien.

## Lagebeschreibung
Zur Zeit der Errichtung der Neuen Burg wurden mehrere gusseiserne Arbeiten in Auftrag gegeben. Dazu zählt der lange und hohe Zaun, der das gesamte Areal einschließt und schützt. Der Zaun fängt am Palmenhaus im Burggarten an und umfasst den Burggarten zur Goethegasse hin, dann entlang des Burgrings am Corps de Logis vorbei, bis zum Äußeren Burgtor und dann entlang der Ringstraße um den Volksgarten bis zum Burgtheater. Dort zieht er sich entlang der Löwelstraße in Richtung Osten, wo er den Volksgarten vom Heldenplatz trennt und abschließt.

## Geschichte
Auf den von den Franzosen 1809 gesprengten Basteien wurden auf beiden Seiten des damals neu errichteten Burgtores Gartenanlagen errichtet: 1816 bis 1819 der Burggarten als Privatgarten für den Kaiser, sowie 1819 bis 1823 der Volksgarten nordwestlich des Burgtores. Der Volksgarten war die erste öffentliche Parkanlage Wiens. Während der Errichtung der Wiener Ringstraße wurde der Volksgarten 1883 erheblich vergrößert. Beide Parkanlagen wurden 1864 mit einer neuen Einfriedung nach Plänen von Moritz von Loehr versehen. Gegossen wurde das Gitter von der Fürst Salmschen Eisengießerei, Blansko. 1883 wurde der Volksgarten in Richtung des damals in Bau befindlichen Burgtheaters vergrößert. Die Umzäunung wurde in alter Manier weitergeführt. Eventuell stammen die Zäune aus einem älteren Bestand. Im Zuge der Vergrößerung wurde an der nördlichen Front des Volksgartens, vis-a-vis dem Burgtheater, ein neues Eisenportal mit Steinpfeilern errichtet. Als das Burgtor in den Jahren 1933 und 1934 umgebaut wurde, wurde die Einfriedung beidseitig des Tores für jeweils ein monumentales Stein-Eisen-Portal geöffnet. 1967 erfolgte eine weitere Unterbrechung. Vis-a-vis dem Parlament wurde das Denkmal für Julius Raab in den Zaun integriert. Das Gitter entlang der Goethegasse stammt aus der Nachkriegszeit.

## Architektur
Der Zaun hat eine Gesamtlänge von 1065 Metern und weist 92 Beleuchtungskörper auf.
Die Einfriedung des Burg- und Volksgartens besteht aus einem Steinsockel, über dem sich ein monumentales Eisengitter mit Beleuchtungskörpern erhebt. Durch kräftig profilierte Eisenpfeiler wird das Gitter in einzelne Felder unterteilt. Jedes der Felder besteht aus einer direkt über dem Sockel befindlichen, reich ornamentierten Zone mit senkrechten Sprossen. Darüber erheben sich lanzenförmige Stäbe, die knapp unterhalb ihrer Bekrönung durch ein horizontales Band miteinander verbunden werden. Die Pfeiler haben die Form eines Kandelabers. Sie weisen eine hohe Basiszone auf. Darüber erhebt sich eine kannelierte Säule mit einer Eisenspitze als Aufsatz. Jeder vierte Pfeiler wird durch eine achtscheinige Laterne mit aufgesetzter Krone bekrönt.
Die Fundamenttiefe des Zaunes beträgt laut Alois Kieslinger 7,60 Meter – ursprünglich geplant waren 1,90 Meter. Jedoch geht aus den offiziellen Archivakten die tatsächliche Tiefe nicht hervor. Ausgegangen wird, auf Grund der Aufschüttungen, von einer unterschiedlich hohen Fundamenttiefe. Der aus Leithakalk gefertigte Sockel der Umzäunung hat eine durchschnittliche Höhe von 95 cm, das Maximum liegt bei 120 cm. Das Gitter hat eine Höhe von 3,25 Metern, die Laternen überragen es um einen Meter. Ein Gitterfeld hat eine Breite von 2,93 Meter. Die Pfeiler sind ebenso wie die Gitter großteils aus Gusseisen gefertigt. Das obere Bänderpaar, das die Spitzen miteinander verbindet, ist aus Schmiedeeisen.
Die Pfeilerschäfte haben eine Stärke von 124 mm, jene lanzenförmigen, runden Stäbe messen 30 mm im Durchmesser.
Der Mittelteil der unteren ornamentalen Zone wurde in einem Stück gegossen, die Stäbe wurden anschließend einzeln eingesetzt und durch ein Eisenband sowie Schrauben verbunden. Die lanzenförmigen Spitzen wurden nachträglich aufgeschraubt. Die Verankerung der Pfeiler im Steinsockel erfolgte durch Schraubenmuttern. Das Gitterfeld am Pfeiler wurde so eingehängt, dass es nur an den Eisenbändern mit Schauben befestigt werden musste. Am unteren Ende stehen das Gitterfeld am Steinsockel auf. Ursprünglich war das Gitter reich vergoldet.
Steinpfeilerportal
Das Steinpfeilerportal dient als nordwärtiger Eingang und Ausgang des Volksgarten. Es steht genau in der Hauptachse des ringseitigen Französischen Gartens des Volksgartens und bildet so den Gegenpart zum 1889 errichteten Grillparzer-Denkmal. Die Hauptsichtachse dieser Gartenanlage zielt aber nicht auf die quere Hauptgebäudeachse des Burgtheaters in Form der Vestibülflügel, sondern auf die dahinterliegende Traktkante.
Der burgtheaterseitige Anblick wird heute durch den Vorbau verstellt. Das Tor ist in den Umfassungszaun des Volksgartens eingebunden. Es besteht aus zwei etwa 4,5 Meter hohen Steinsäulen, die ein zweiflügelig-zweiteiliges schmiedeeisernes Tor tragen, das halbgeöffnet den Eingang für Fußgeher, vollgeöffnet für Fahrzeuge erlaubt.
In seinem Aufbau übernimmt es denjenigen der Einfriedung, deren hüfthohe Steinmauer setzt sich in Säulensockel und geschlossenem Blech fort, die Gitterverdichtung bis Kopfhöhe ist ebenso aufgenommen wie die Zaunspitzenhöhe im Säulenkapitell.
Die Säulen selbst stellen sich als Potpourri reduzierter antikisierender Formelemente dar. Sie sind mit breiten geschichteten korinthisierenden Pilastern versehen und mit runden Segmentgiebeln über dem Gebälk verziert. Der restliche Säulenkörper deutet eine Eckquaderung an. Überhöht sind die Pfeiler von volutenbesetzte Aufsätzen. Der Sockel ist schmucklos und nimmt den Gesimsabschluss der Zaunmauer mit.
Das Eisentor entspricht in der Ornamentik dem Einfassungszaun, mit senkrechten Stäben und waagrechter Bänderung, mit mehreren Reihen von Lilien- und Kreuzelementen und einer Ringreihe, die hellebardeartigen Zaunspitzen wechselweise höhenversetzt.

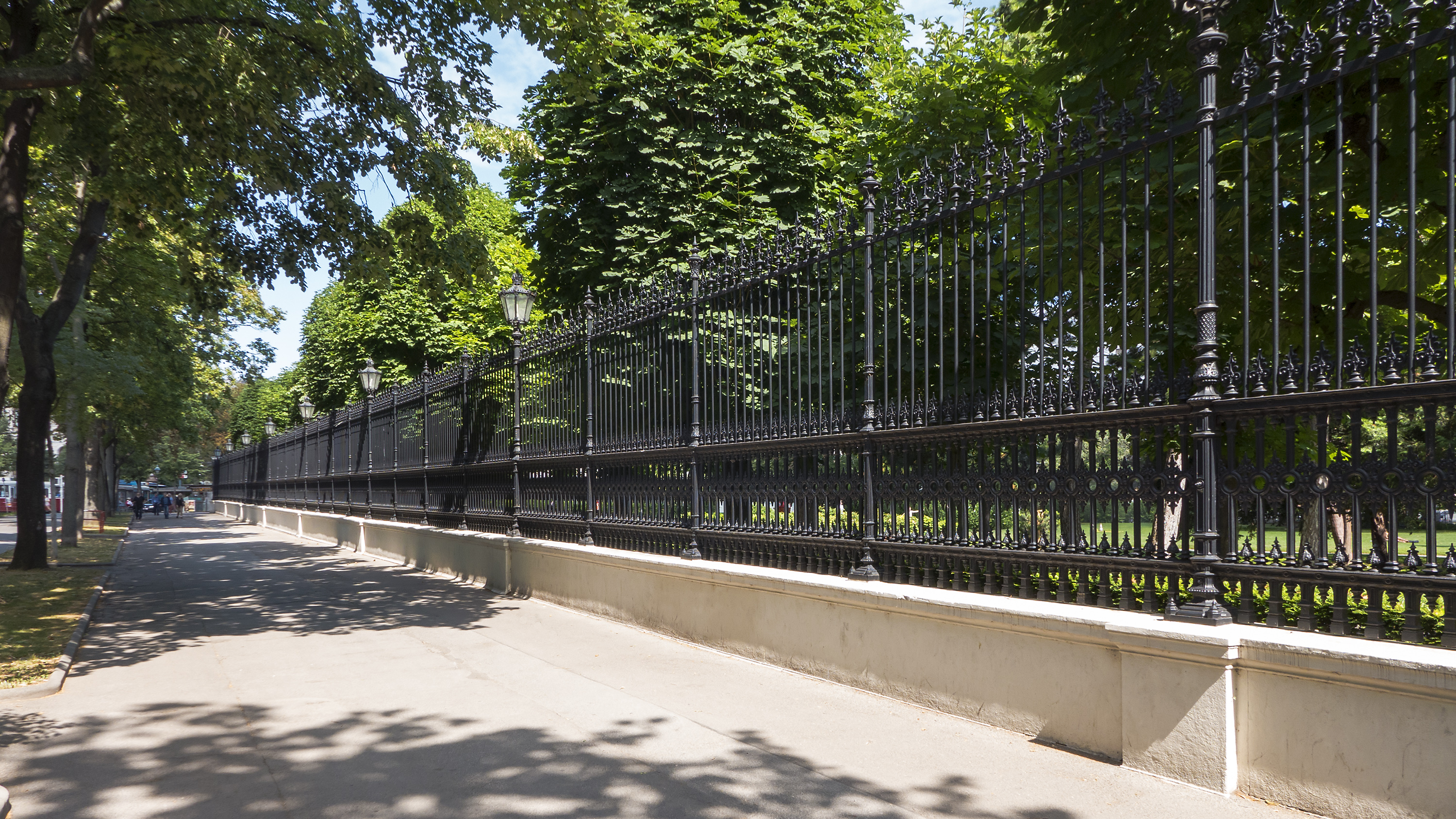
Einfriedung des Burggartens
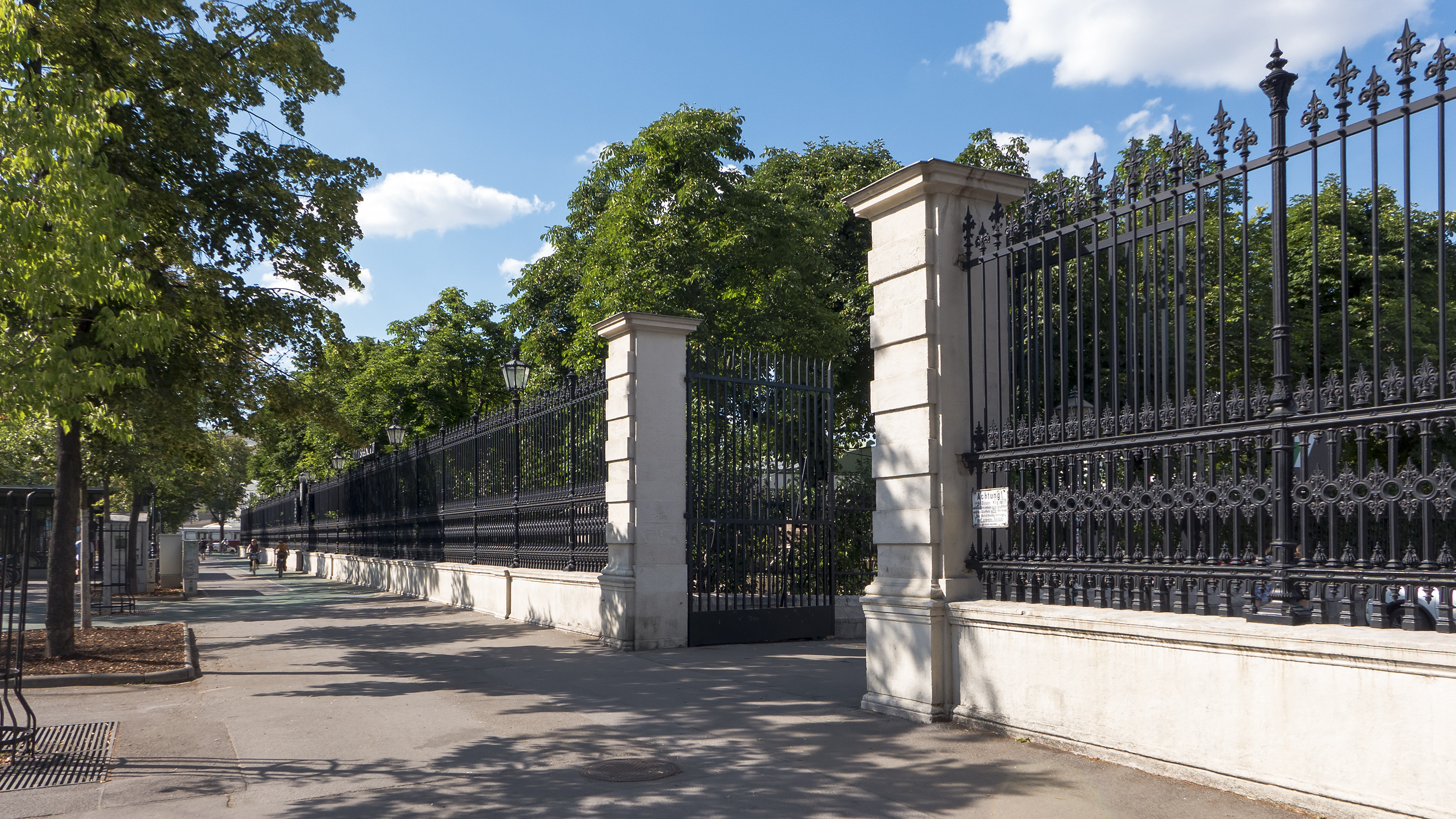
Einfriedung des Volksgartens
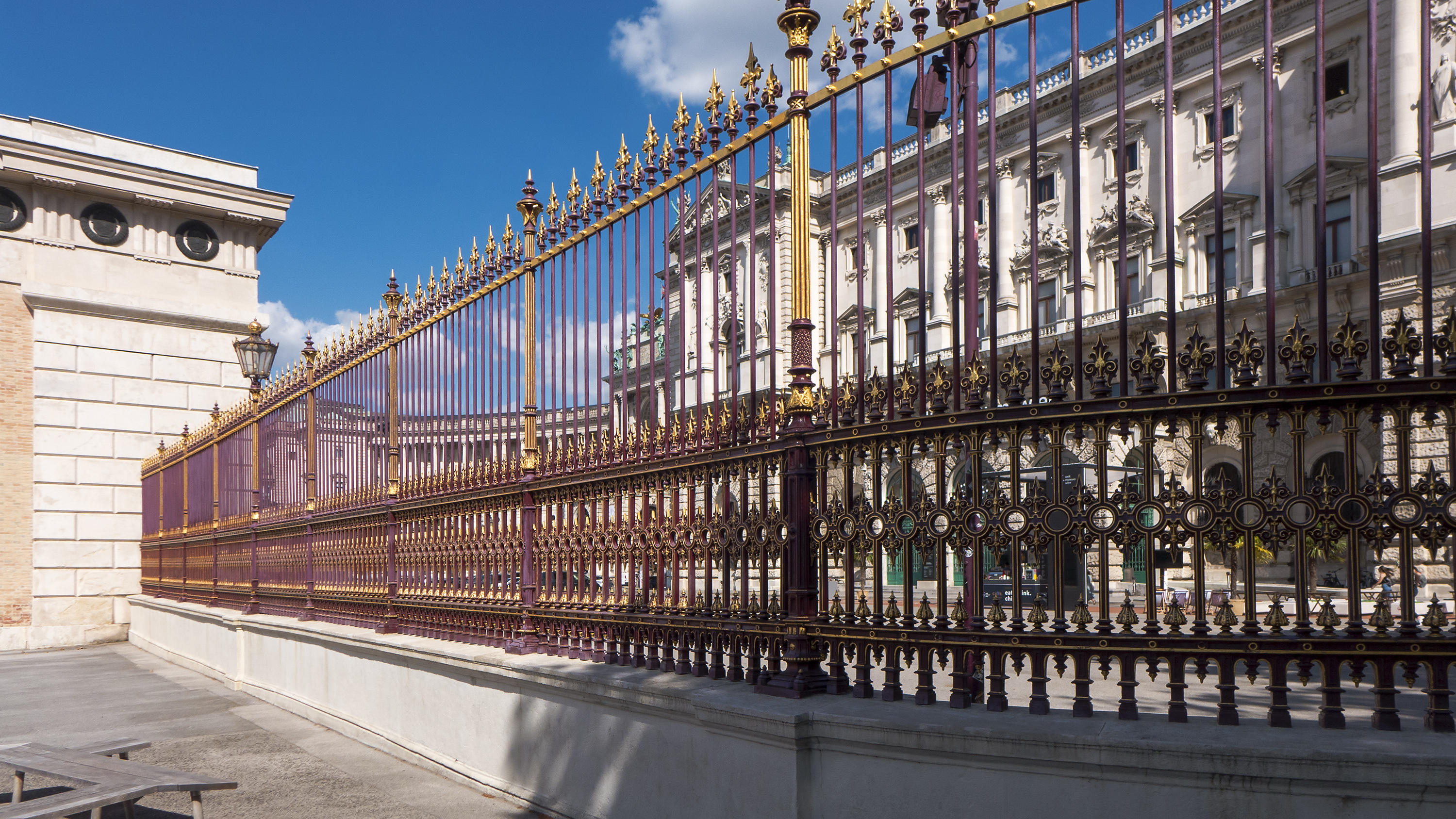
Rekonstruierte Färbelung beim Burgtor
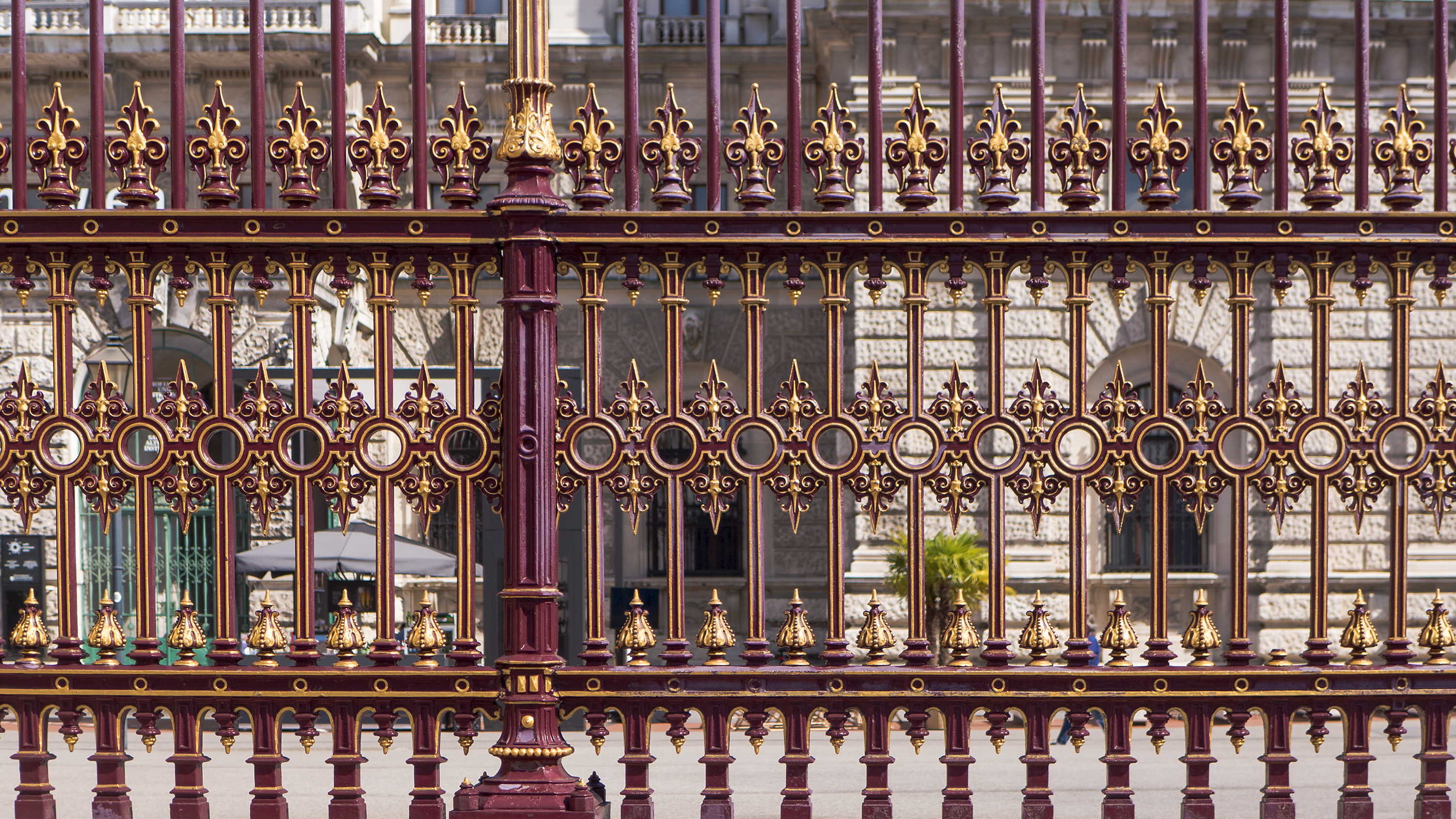
Rekonstruierte Färbelung, Detail
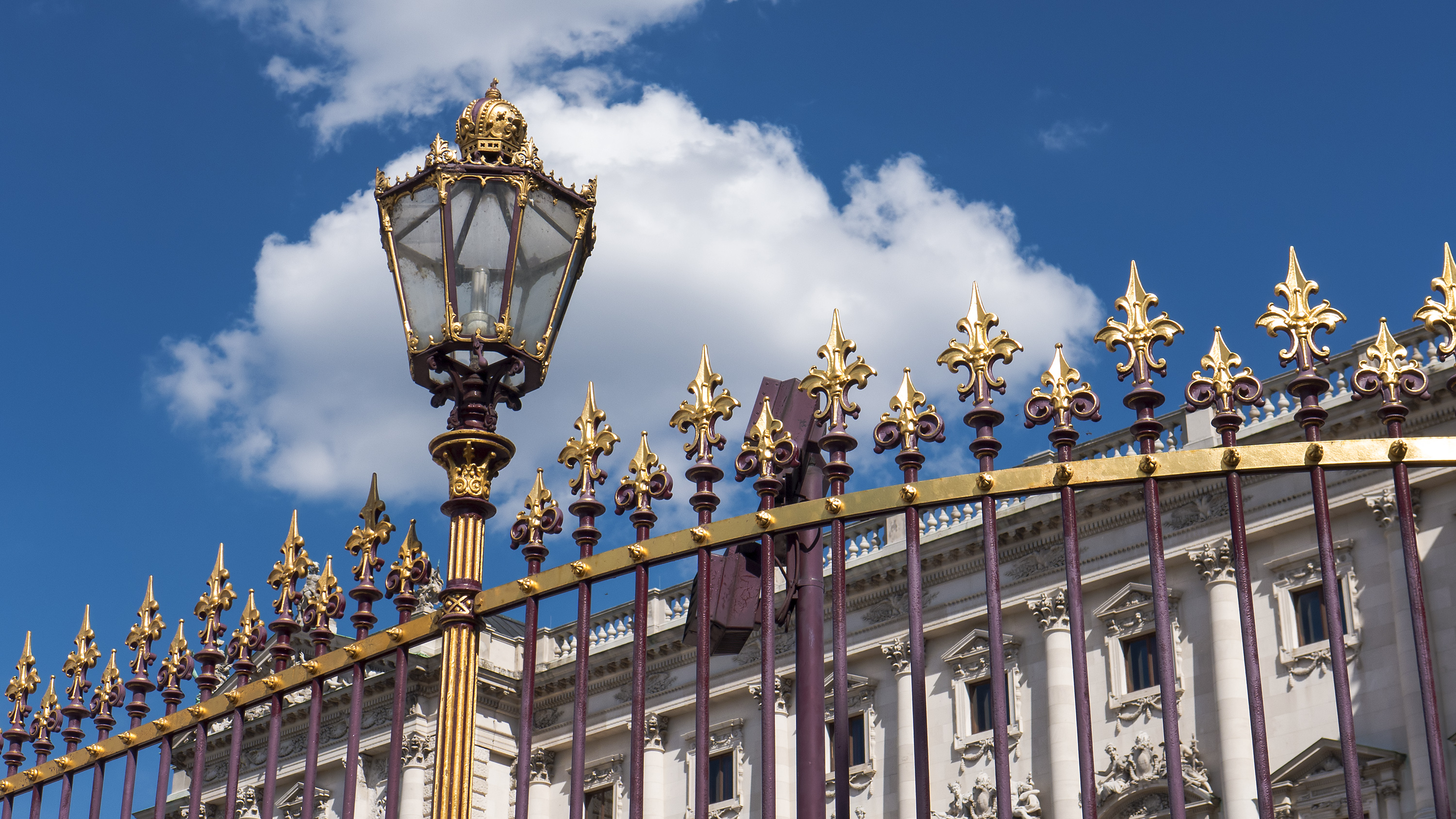
Rekonstruierte Färbelung, Detail